# Sielsowiet Pietryszki
Sielsowiet Pietryszki (biał. Пятрышкаўскі сельсавет, ros. Петришковский сельсовет) – sielsowiet na Białorusi, w obwodzie mińskim, w rejonie mińskim.

## Miejscowości
- agromiasteczko:
  - Pietryszki
- wsie:
  - Anusino
  - Chmielówka
  - Czerniawszczyzna
  - Dołżany
  - Dziczki
  - Jermaki
  - Kirszy
  - Kisiele
  - Krywoje Sieło
  - Krzyczki
  - Lipienie
  - Mietkowo
  - Niedreski
  - Nowoszyno
  - Swietli Szliach (Szwale)
  - Szczuki
  - Szubniki
  - Wędzielowo
  - Wiazynka
  - Wiekszyce
  - Woroszyły
  - Zacharycze